# Myriam Schröder

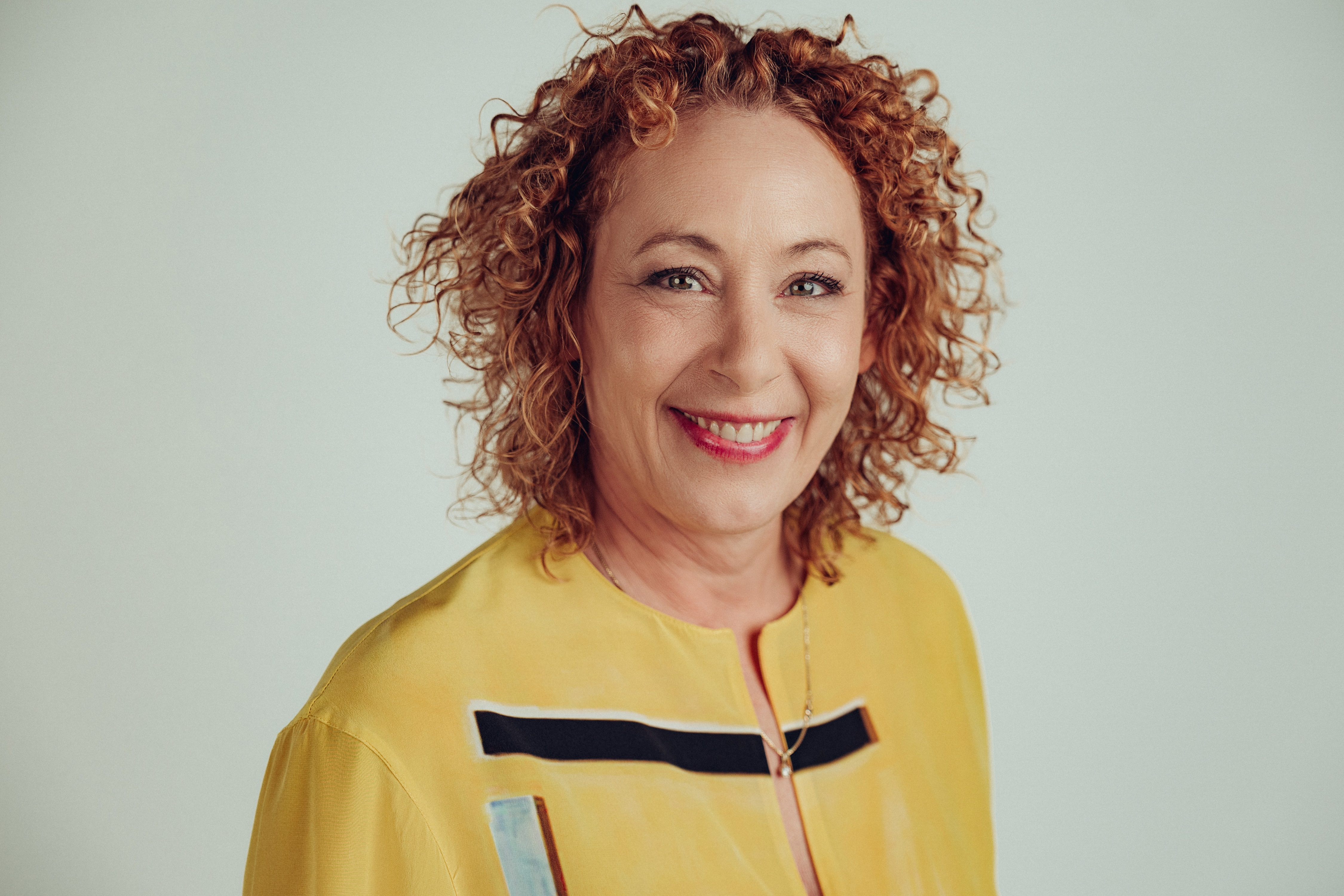
Myriam Schröder (2023). Foto: Joel Heyd

Myriam Schröder (* 1972 in Schwerte) ist eine deutsche Schauspielerin, die für ihre vielseitigen Bühnenrollen bekannt ist.

## Berufliche Laufbahn
Schröder absolvierte ihre Schauspielausbildung an der Folkwang Universität der Künste in Essen, wo sie zusätzlich Tanz unter der künstlerischen Leitung von Pina Bausch studierte.
Schröders professionelle Laufbahn begann am Düsseldorfer Schauspielhaus, wo sie als 24-Jährige von Intendantin Anna Badora engagiert wurde. Hier spielte sie anspruchsvolle Rollen wie "Fräulein Julie" und die Titelrolle in Schillers "Maria Stuart", die ihren Durchbruch markierte.
2002 wurde Schröder mit dem Förderpreis des Landes Nordrhein-Westfalen ausgezeichnet. Im selben Jahr wechselte sie an das Hamburger Schauspielhaus und wurde anschließend an das Burgtheater in Wien engagiert, wo sie bis 2009 Ensemblemitglied war.
Nach ihrer Zeit in Wien führten Schröder Engagements an verschiedene renommierte Theater wie das Kölner Schauspielhaus, das Deutsche Theater Berlin, das Schauspielhaus Wien und das Theater Basel (2015–2019). Seit 2019 ist Schröder festes Ensemblemitglied am Residenztheater München (Bayerisches Staatsschauspiel).
Schröder hat mit namhaften Regisseuren zusammengearbeitet, darunter Nicolas Stemann, Jürgen Gosch, Nora Schlocker, Sebastian Hartmann, Karin Beier, Claudia Bauer, Simon Stone, Calixto Bieito und Mateja Koležnik.
Neben ihrer Arbeit am Theater ist Schröder immer wieder in Kino- und Fernsehfilmen zu sehen.

## Theater (Auswahl)

### Düsseldorfer Schauspielhaus
- 1996: Maria Stuart (als Maria Stuart). Von Friedrich Schiller. Inszenierung: Dietrich Hilsdorf
- 1997: Faust (als Gretchen). Von Johann Wolfgang von Goethe. Inszenierung: Januz Wisniewski
- 1998: Bankers Opera - Eine Revue (Ensemble). Von Volker Kühn und Willy Siebert. Inszenierung: Anna Badora
- 2000: Minna von Barnhelm (als Minna). Von Gotthold Ephraim Lessing. Inszenierung:Alexander Kubelka
- 2001: Da kommt noch wer (als Sie). Von Jon Fosse. Inszenierung: Jürgen Gosch

### Deutsches Schauspielhaus Hamburg
- 2003: Don Carlos (als Eboli). Von Johann Wolfgang von Goethe. Inszenierung: Laurent Chetouane
- 2003: Drei Schwestern (als Mascha). Von Anton Tschechow. Inszenierung: Jan Bosse

### Burgtheater Wien
- 2004: Torquato Tasso (als Leonore Sanvitale). Von Johann Wolfgang von Goethe. Inszenierung: Stefan Kimmich
- 2005: Babel (als Irm). Von Elfriede Jelinek. Inszenierung: Nicolas Stemann
- 2007: Die Brüder Karamasov (als Gruschenka). Von Fjodor M. Dostojewski. Inszenierung: Nicolas Stemann
- 2010: Romeo und Juiia (als Mutter). Von William Shakespeare. Inszenierung: Sebastian Hartmann

### Schauspielhaus Köln
- 2010: Das Fest (als Pia). Von Thomas Vinterberg und Mogens Rukov. Inszenierung: Dieter Giesing unter Mitarbeit von Johann Kresnik und Barbara Nowotny
- 2011: Der Mann an Tisch 2 (als Irina). Von András Vinnai. Inszenierung: Viktor Bodó

### Schauspielhaus Wien
- 2013: Plebs Coriolanus (als Dame des Hauses). Von Kevin Rittberger. Inszenierung: Kevin Rittberger (Uraufführung)
- 2014: Queen Recluse (als Susan). Von Thiemo Strutzenberger. Inszenierung: Martin Schmiederer
- 2014: Was es bedeutet baden zu gehen (als Marianne). Von Bastian Sistig (Uraufführung). Inszenierung: Sebastian Schug[5][6][7]

### Landestheater Niederösterreich St. Pölten
- 2014: Radetzkymarsch (als Katharina Slama / Valerie von Taußig). Nach Joseph Roth. Inszenierung: Philipp Hauß

### Theater Basel
- 2015: Engel in Amerika (als Der Engel / Die Stimme / Emily / Schwester Ella Chapter / Eine wohnungslose Frau). Von Tony Kushner.  Inszenierung: Simon Stone[8][9][10][11]
- 2015: Edward II. - Die Liebe bin ich (als Königin Isabella). Von Ewald Palmetshofer nach Christopher Marlowe. Inszenierung: Nora Schlocker (Koproduktion mit dem Schauspielhaus Wien und den Wiener Festwochen)
- 2015: Das Sparschwein (als Leonida). Von Eugène Labiche. Inszenierung: Martin Laberenz
- 2016: Der Menschen Feind (als Arsinoé). Von PeterLicht nach Molière. Inszenierung: Claudia Bauer
- 2016: Was ihr wollt (als Narr Feste). Von William Shakespeare. Inszenierung: Julia Hölscher
- 2016: Urfaust (als Marthe). Von Johann Wolfgang von Goethe. Inszenierung: Nora Schlocker
- 2017: Engel in Amerika (als Der Engel / Die Stimme / Emily / Schwester Ella Chapter / Eine wohnungslose Frau). Von Tony Kushner. Inszenierung: Simon Stone
- 2017: Vor Sonnenaufgang (als Martha, ältere Tochter aus Krauses erster Ehe). Von Ewald Palmetshofer nach Gerhart Hauptmann. Inszenierung: Nora Schlocker
- 2017: Die Dreigroschenoper (als Spelunkenjenny, Hure). Von Bertolt Brecht. Musik von Kurt Weill. Inszenierung: Dani Levy
- 2017: Oresteia (als Klytaimnestra). Musiktheater nach der Orestie von Aischylos mit Musik von Iannis Xenakis Inszenierung: Calixto Bieito Musikalische Leitung: Franck Ollu
- 2018: Romulus der Grosse (als Julia, Frau von Romulus Augustus-Kaiser von Westrom). Von Friedrich Dürrenmatt. Inszenierung: Franz-Xaver Mayr
- 2018: Die Verschwörerin (als Delfi). Von Joël László. Inszenierung: András Dömötör
- 2018: Die schwarze Spinne (als Hebamme/Christine). Nach der Novelle von Jeremias Gotthelf. Inszenierung: Tilmann Köhler
- 2018: Tartuffe oder das Schwein der Weisen (als Elmire). Von PeterLicht nach Molière. Inszenierung: Claudia Bauer
- 2019: Yerma (als Yerma). Von Federico García Lorca  Inszenierung: Mateja Koležnik

### Residenztheater München
- 2019: Sommergäste (als Marja Lwowna, Ärztin). Von Maxim Gorki. Inszenierung: Joe Hill-Gibbins[12][13][14][15][16][17]
- 2019: Die Verlorenen (als Clara, die Verlorene). Von Ewald Palmetshofer. Inszenierung: Nora Schlocker
- 2019: Vor Sonnenaufgang (als Martha, ältere Tochter aus Krauses erster Ehe). Von Ewald Palmetshofer nach Gerhart Hauptmann. Inszenierung: Nora Schlocker (Übernahme der Uraufführung vom Theater Basel)
- 2019: Der eingebildete Kranke oder das Klistier der reinen Vernunft (als Toinette, Privatsekretärin). Von PeterLicht nach Molière. Inszenierung: Claudia Bauer[18][19][20][21]
- 2020: Einer gegen alle (Ensemble). Frei nach dem Roman von Oskar Maria Graf in einer Bearbeitung von Alexander Eisenach. Inszenierung: Alexander Eisenach
- 2021: Urteile (Revisited) – Nach dem Prozess. Von Christine Umpfenbach und Azar Mortazavi. Inszenierung: Christine Umpfenbach[22][23][24][25]
- 2021: Dekalog (Ensemble). Nach dem gleichnamigen Drehbuch von Krzysztof Kieślowski und Krzysztof Piesiewicz  Inszenierung: Calixto Bieito[26]
- 2022: Agamemnon (als Kassandra / Chor). Nach Aischylos. Inszenierung: Ulrich Rasche, Residenztheater München und Athen- und Epidaurus-Festival (AEF)[27]
- 2022: Tartuffe oder das Schwein der Weisen (als Elmire). Von PeterLicht nach Molière. Inszenierung: Claudia Bauer (Übernahme vom Theater Basel)[28]
- 2022: Engel in Amerika (als Der Engel / Die Stimme / Emily / Schwester Ella Chapter / Eine wohnungslose Frau). Von Tony Kushner. Inszenierung: Simon Stone (Übernahme vom Theater Basel)
- 2022: Valentiniade. Sportliches Singspiel mit allen Mitteln (Ensemble). Von und nach Karl Valentin und mit Texten von Michel Decar. Inszenierung: Claudia Bauer[29]
- 2022: Der Schiffbruch der Fregatte Medusa (Ensemble). Von Alexander Eisenach nach dem historischen Bericht von Jean-Baptiste Henri Savigny und Alexandre Corréard. Inszenierung: Alexander Eisenach
- 2023: Reineke Fuchs (als Nobel, der Löwe). Nach Johann Wolfgang von Goethe. Inszenierung: Schorsch Kamerun[30]
- 2023: Götz von Berlichingen (als Adelheid von Walldorf). Nach Johann Wolfgang von Goethe. Inszenierung: Alexander Eisenach[31][32][33]
- 2024: Mosi – The Bavarian Dream (als Mama / noch jemand). Von Alexander Eisenach, Inszenierung: Alexander Eisenach[34][35][36][37][38]
- 2024: Und oder oder oder oder und und beziehungsweise und oder beziehungsweise oder und beziehungsweise einfach und. Von Nele Stuhler. Inszenierung: FX Mayr[39]
- 2025: Sankt Falstaff (als #4 / Der Vorsitz / Frau Flott). Von Ewald Palmetshofer frei nach Shakespeares «King Henry IV» (Uraufführung / Auftragswerk). Inszenierung: Alexander Eisenach[40]
- 2025: Life continues to be incredibly beautiful - Szenische Lesungsperformance aus John Cages Briefen. Inszenierung: FX Mayr[41]
- 2025: Der Untertan (als Wulckow). Nach dem gleichnamigen Roman von Heinrich Mann. Inszenierung: Alexander Eisenach[42]

## Filmografie (Auswahl)
- 2005: Hölle Hamburg (Kinofilm). Regie: Peter Ott / Ted Galer
- 2007: Der Winzerkönig (TV-Serie). Regie: Claudia Jüptner-Jonstorff
- 2009: Klick ins Herz (TV-Spielfilm). Regie: Oliver Dommengel0
- 2021: Vaterland (TV-Miniserie). Regie: Bettina Oberli[43]

## Hörspiele (Auswahl)
- 2012: Anja Hilling: Der Garten (Antonia) – Regie: Detlef Meißner (Hörspielbearbeitung – WDR)[44]

## Ehrungen und Auszeichnungen
- 2016: Österreichischer Nestroy-Theaterpreis mit Ensemble für "Engel in Amerika" als "Beste deutschsprachige Aufführung"
- 2016: Einladung zum Schweizer Theatertreffen mit Ensemble für "Engel in Amerika"